# Kejun Jiang
Kejun Jiang ist ein chinesischer Klimawissenschaftler.

## Leben
Kejun Jiang erwarb seinen Doktorgrad von der Abteilung für Sozialtechnik der Tōkyō Kōgyō Daigaku (Technische Hochschule Tokio).

## Wirken
Jiangs Arbeit befasste sich u. a. mit der Erreichbarkeit des Zwei-Grad-Ziels und dem Ausstoß von Treibhausgasen in China. Seit 1993 erforschte Jiang die Beziehungen zwischen dem Klimawandel und der Energiepolitik, darunter im Bereich erneuerbare Energien. Er entwickelte ab 1994 ein integriertes Bewertungsmodell. Zuletzt hat er hauptsächlich an der Bewertung der Energie- und Umweltpolitik gearbeitet.
Jiang arbeitet seit 1997 mit dem IPCC zusammen. Jiang ist u. a. einer der Verfasser des Fünften Sachstandsberichts des IPCC (2014). Er ist zudem einer der Verfasser des Sonderberichts 1,5 °C globale Erwärmung des IPCC (2018).

## Veröffentlichungen (Auswahl)
- Brigitte Knopf und Jiang Kejun (2017). Germany and China take the lead. Science, Vol. 358, Issue 6363, doi:10.1126/science.aar2525
- Joeri Rogelj u. a.: Emission pathways consistent with a 2 °C global temperature limit. In: Nature Climate Change. Band 1, Nr. 8, 2011, S. 413, doi:10.1038/nclimate1258
- David G. Streets u. a.: Recent Reductions in China’s Greenhouse Gas Emissions. In: Science. Band 294, Nr. 5548, 2001, S. 1835–1837, doi:10.1126/science.1065226